# Zbtb7
Zbtb7 (Zinc finger and BTB domain-containing protein 7, ursprünglich Pokemon) ist ein krebsförderndes Protein in Wirbeltieren, welches vom Gen ZBTB7 (mit Lokalisation auf dem Chromosom 19p13.3) kodiert wird. Die Erstentdeckung wurde 2005 in Nature publiziert. Die Substanz unterdrückt die Transkription bestimmter Proteine und hemmt so indirekt die Funktion der Tumorsuppressorproteine RB und p53.
Der ursprüngliche Name Pokemon steht für „POK erythroid myeloid ontogenic factor“. POK bezieht sich auf die POK-Familie, zu der das Protein gehört, während ontogenic vermutlich eine Fehlschreibung von oncogenic ‚krebserzeugend‘ ist. Zugleich erinnert der Name – vielleicht absichtlich – an die Pokémon-Serie von Filmen und Spielen. Nach einer Beschwerde von Pokémon USA im Dezember 2005 wurde die Normbezeichnung Pokemon von dem Entdeckerinstitut zurückgezogen, seitdem heißt das Protein Zbtb7.